# Black Cube
Black Cube (B.C. STRATEGY LTD) is een particulier bedrijf dat gespecialiseerd is in op maat gemaakte oplossingen voor complexe bedrijfs- en procesuitdagingen over de hele wereld, met kantoren in Londen, Tel Aviv en Madrid.
Het bedrijf werd in 2010 opgericht door Avi Yanus en Dan Zorella, twee voormalige Israëlische inlichtingenofficieren van respectievelijk het Israëlisch defensieleger en de Israëlische Militaire Inlichtingendienst. Het bedrijf heeft veteranen in dienst van de inlichtingen- en veiligheidsdiensten van de staat Israël, waaronder hooggeplaatste voormalige officieren. Meir Dagan, voormalig hoofd van Mossad, was tot zijn overlijden in 2016 erevoorzitter van de raad van bestuur van Black Cube.
Het bedrijf is gespecialiseerd in onderzoeksdiensten en richt zich voornamelijk op complexe rechtszaken tussen multinationale bedrijfsentiteiten en levert inlichtingen-, bewijs- en adviesdiensten in juridische en strafzaken in verschillende rechtsgebieden. Het bedrijf voert onderzoeken uit en wint inlichtingen in die worden gebruikt in juridische geschillen, zowel binnen als buiten de rechtbank.
Black Cube is betrokken geweest bij zaken waarbij agenten van bedrijven ingewikkelde trucs gebruikten, waaronder lege vennootschappen en agenten die zich voordeden als leidinggevenden, om geheimen te achterhalen of informatie te ontfutselen. De klanten zijn multinationals, magnaten en advocatenkantoren. Black Cube gebruikt Humint als een effectieve manier om fraude, omkoping, witwassen en corruptie aan het licht te brengen. Het bedrijf ontdekte corruptie op hoog niveau in Italië, Panama en Mexico. Black Cube's specialisatie in het traceren van activa leidde tot de ontdekking en locaties van verborgen activa ter waarde van miljarden euro's, zoals in faillissementszaken van Motti Zisser en Eliezer Fishman.

## Opmerkelijke Projecten
In 2011 werd Black Cube ingehuurd door vastgoedmagnaat Vincent Tchenguiz om hem bij te staan in een zaak met betrekking tot de Britse Serious Fraud Office (SFO). Tchenguiz werd onderzocht door de Britse autoriteiten op verdenking van betrokkenheid bij het faillissement van Kaupthing, een van de banken die betrokken waren bij de ineenstorting van het IJslandse financiële systeem in 2008. Het onderzoek van Black Cube leidde in 2012 tot de vrijspraak van Tchenguiz. De Britse justitie dwong de SFO verder om publiekelijk excuses aan te bieden en meer dan £ 3 miljoen uit te keren aan Vincent Tchenguiz en zijn zakelijke entiteiten.
In 2014 hielp Black Cube het mijnbouwbedrijf Microgil Agricultural Cooperative Society een rechtszaak te winnen voor $ 53 miljoen tegen Caesarstone (NASDAQ:CSTE), een Israëlisch bedrijf dat kwarts oppervlakken produceert. Een Black Cube-agent registreerde een Caesarstone-werknemer die de juridische claims van zijn bedrijf tegen Microgil tegensprak tijdens een fietstocht.
In 2016 onthulde Black Cube een geval van omkoping en corruptie in Italië in een reeks arbitrages tussen de verzekeringsmaatschappij AmTrust (NASDAQ: AFSI) en een Italiaan genaamd Antonio Somma, voor in totaal € 2 miljard. Somma werd opgenomen toen hij aan undercoveragenten van Black Cube toegaf dat hij het arbitrageproces kon controleren. Somma verzekerde dat hij een regeling had met het hoofd van het arbitragepanel zodat het in zijn voordeel zou beslissen en bood hem in ruil daarvoor 10% van het geld dat hij van AmTrust zou ontvangen. Dankzij het door Black Cube gepresenteerde bewijs konden de partijen bij het geschil tot een overeenkomst komen voor een totaalbedrag van € 60 miljoen, in tegenstelling tot de oorspronkelijke € 2 miljard.
In 2016 werd Black Cube ingehuurd door de Franse multinational Alstom ( EPA: ALO ) om haar bij te staan in een geschil tegen Israel Railways over een aanbesteding voor de modernisering van het spoorwegnetwerk die de Spaanse Society of Industrial Mounts ( SEMI) had gewonnen. Alstom ging in zee met Black Cube om te onderzoeken of er onregelmatigheden waren tijdens het biedingsproces. Vervolgens diende Black Cube opnames in bij de rechtbank waarin functionarissen van de Israëlische Spoorwegen gebreken bespraken die zich voordeden tijdens de aanbesteding. Na de presentatie van het bewijsmateriaal dat door Black Cube was verzameld, vaardigde het Hooggerechtshof van Israël in januari 2018 een compromisakkoord uit waarin werd vastgesteld dat de werkzaamheden aan het spoorwegnet onder de bedrijven zouden worden verdeeld. De klant van Black Cube kreeg vervolgens een contract voor 580 miljoen Israëlische shekels (ongeveer € 140 miljoen), ondanks het feit dat ze de aanbesteding oorspronkelijk hadden verloren.
In 2017 haalde Black Cube internationale krantenkoppen nadat bekend werd dat in 2016 de filmproducent Harvey Weinstein het bedrijf had ingehuurd in zijn pogingen om journalisten te onderzoeken die beschuldigingen van misbruik tegen hem onderzochten.
Black Cube werd ingehuurd door de Hapoalim Bank (TASE: POLI) vanwege haar specialiteit in het opsporen van activa en bedrijfsanalyses in belastingparadijzen, om de bezittingen van Motti Zisser, die een grote schuld had bij de bank, op te sporen. Black Cube leverde inlichtingen over verschillende bezittingen in Europa die door meneer Zisser aan zijn zoon David waren overgedragen via een geraffineerd netwerk van lege vennootschappen. Zo werden er onder andere hotelketens in Brussel, een hotel en winkelcentrum in Amsterdam, appartementen in Straatsburg en een bedrijf in Hong Kong gevonden. Als gevolg van de door Black Cube verzamelde informatie slaagde de Hapoalim Bank erin om door middel van een gerechtelijk bevel alle bedrijven van de familie Zisser te bevriezen. Na afloop van het juridische proces bereikten de partijen in februari 2018 een overeenkomst, volgens welke de erfgenamen van Zisser bijna 95 miljoen ILS aan Hapoalim Bank zouden betalen.
In 2019, had EL Mundo uit Spanje  de primeur dat Black Cube bewijs had ontdekt van omkoping en corruptie in Panama, net zoals het eerder had gedaan in Italië. Dit keer waren de onthulde omkopingen tussen de Panamese advocaat Janio Lescure en verschillende rechters en magistraten in het land, waaronder magistraat Oydén Ortega van het Hooggerechtshof. Black Cube was in staat om audiofragmenten van Lescure te verkrijgen waarin hij zijn nauwe relaties met rechters, staatsambtenaren en gangsters toegaf, evenals zijn vermogen om rechterlijke uitspraken te controleren, inspecties te omzeilen en belastingen te ontduiken.
In hetzelfde jaar zou Black Cube de verborgen activa van Eliezer Fishman, ter waarde van € 100 miljoen, hebben blootgelegd. Fishman, ooit beschouwd als een van de rijkste ondernemers van Israël, werd in 2016 failliet verklaard. Black Cube ontdekte dat Fishman activa en eigendommen had verborgen in heel Europa, voornamelijk in Duitsland, via rechtspersonen, trustees en vertegenwoordigers. De bevindingen waren gebaseerd op vermogensonderzoeken en clandestiene ontmoetingen met de Duitse bewindvoerder van Fishman en andere medewerkers.
Ook is in 2019 bekendgemaakt dat Black Cube getuigenissen heeft opgenomen van omkoping en corruptie van hoge functionarissen van Mexican Oil uit Mexico, ook bekend als Pemex. De opnames werden toegevoegd aan de rechtszaak die in 2018 werd aangespannen door Oro Negro, een Mexicaans boorbedrijf in olievelden, en waarin werd beweerd dat Pemex Oro Negro failliet liet gaan toen het bedrijf weigerde steekpenningen te betalen. Black Cube-opnames tonen langdurige corruptie aan in het grootste staatsbedrijf van Mexico, op alle managementniveaus, inclusief de CEO en de bedrijfsdirecteur. Deze tests werden ook gepresenteerd aan Ministerie van Justitie van de Verenigde Staten in het kader van zijn onderzoek naar Pemex.
Black Cube-agenten, die zich voordeden als buitenlandse investeerders, "namen leden van Angola's politieke en zakelijke elite op, die het bestaan onthulden van een taskforce van de regering die als doel had om Isabel dos Santos aan te vallen, met behulp van staatsmiddelen. Dos Santos, ooit de rijkste vrouw van Afrika en dochter van de voormalige president José Eduardo dos Santos, liet honderden miljoenen dollars aan bezittingen in beslag nemen door de Angolese regering en werd gedwongen het land te ontvluchten vanwege bedreigingen.
In mei 2020 diende Black Cube namens Beny Steinmetz bij een rechtbank in New York bewijs in dat het Braziliaanse bedrijf Vale SA cruciale informatie bewaarde over een mijnbouwvergunning in Guinee die door Steinmetz was verkregen. Gedurende vier maanden verzamelde Black Cube opnames van topmanagers van Vale. De leidinggevenden gaven toe dat ze ervan uitgingen dat de mijnbouwvergunning van Steinmetz, die door de Guinese overheid was afgegeven, illegaal was verkregen toen Vale het contract met Steinmetz tekende, tegen een arbitraal vonnis van 1,8 miljard dollar in het voordeel van Vale. Als gevolg hiervan trok Vale zijn rechtszaak tegen Steinmetz in om het vonnis ten uitvoer te brengen.
Eind 2023 kwam via juridische kanalen de beschuldiging van het farmaceutische bedrijf Medista naar buiten dat de FOD Volksgezondheid zou hebben geknoeid met een aanbesteding uit 2022 voor een miljoenencontract voor de distributie van coronavaccins. Medista heeft altijd beweerd dat Movianto een voorkeursbehandeling kreeg en dat er ongeoorloofde contacten waren. Het bedrijf stapte in de zomer van 2022 naar de Raad van State, maar werd in het ongelijk gesteld wegens gebrek aan bewijs. Bij Medista beweren ze sinds de zomer van 2022 dat ze ten onrechte het contract voor de distributie van de Covid-vaccins hebben verloren aan de Franse multinational Movianto. Op 21 decemberst 2023 is na een brief van Medista, waarin de bevindingen van het onderzoek van Black Cube worden aangehaald, de audit opnieuw opgestart. Top FRS ambtenaar bekend als VH werd ook ondervraagd door Black Cube en verklaarde dat ze Movianto hielp de aanbesteding te winnen. Dit omvatte het corrigeren van fouten in hun dossiers en het leveren van een gespecialiseerde advocaat.
De video-opname van die verklaringen heeft geleid tot een onderzoek door de Federale Interne Audit (FIA). Dit gebeurde op vraag van minister van Volksgezondheid Frank Vandenbroucke (Vooruit). Ook het Brusselse parket voert een onderzoek uit.
- Bibliothèque nationale de France: cb16759876v (data)
- Virtual International Authority File: 308188680